# Distrito electoral de Alto Pass
Alto Pass (en inglés: Alto Pass Precinct) es un distrito electoral ubicado en el condado de Union en el estado estadounidense de Illinois. En el Censo de 2010 tenía una población de 834 habitantes y una densidad poblacional de 9,78 personas por km².

## Geografía
Alto Pass se encuentra ubicado en las coordenadas 37°33′46″N 89°19′50″O / 37.56278, -89.33056. Según la Oficina del Censo de los Estados Unidos, Alto Pass tiene una superficie total de 85.24 km², de la cual 84.98 km² corresponden a tierra firme y (0.3%) 0.26 km² es agua.

## Demografía
Según el censo de 2010, había 834 personas residiendo en Alto Pass. La densidad de población era de 9,78 hab./km². De los 834 habitantes, Alto Pass estaba compuesto por el 91.01% blancos, el 0.48% eran afroamericanos, el 0.96% eran amerindios, el 0.24% eran asiáticos, el 0% eran isleños del Pacífico, el 4.8% eran de otras razas y el 2.52% pertenecían a dos o más razas. Del total de la población el 17.63% eran hispanos o latinos de cualquier raza.